# Anthurium umbraculum
Anthurium umbraculum är en kallaväxtart som beskrevs av Luis Aloysius, Luigi Sodiro. Anthurium umbraculum ingår i släktet Anthurium och familjen kallaväxter. Inga underarter finns listade.